# Åsorpgölen
 Åsorpgölen är en sjö i Linköpings kommun i Östergötland och ingår i Motala ströms huvudavrinningsområde. Sjön har en area på 0,04 kvadratkilometer och ligger 161,1 meter över havet.

## Delavrinningsområde
Åsorpgölen ingår i det delavrinningsområde (645090-147678) som SMHI kallar för Inloppet i Storsjön. Medelhöjden är 162 meter över havet och ytan är 33,3 kvadratkilometer. Det finns inga avrinningsområden uppströms utan avrinningsområdet är högsta punkten. Humpån som avvattnar avrinningsområdet har biflödesordning 4, vilket innebär att vattnet flödar genom totalt 4 vattendrag innan det når havet efter 115 kilometer. Avrinningsområdet består mestadels av skog (84 procent). Avrinningsområdet har 0,33 kvadratkilometer vattenytor vilket ger det en sjöprocent på 0,6 procent.